# 科朗坦·埃尔默诺
科朗坦·埃尔默诺（法語：Corentin Ermenault，1996年1月27日—），法国男子自行车运动员，2020年世界场地自行车锦标赛男子个人追逐赛铜牌得主、2020年夏季残奥会男子公路计时赛B级金牌得主和男子公路赛B级铜牌得主。他的父亲菲利普·埃尔默诺同样是自行车运动员。